# Foodstuffs
Foodstuffs (NZ) Ltd — группа трёх новозеландских компаний — кооперативов розничной торговли. Потребителям предлагается широкий выбор продуктов питания и алкоголя. Главные офисы компаний-членов группы расположены в Окленде, Веллингтоне и Крайстчерче. Группа Foodstuffs в 2009 году контролировала 57 % рынка продуктов питания в Новой Зеландии. Наряду с компанией Progressive Enterprises группа Foodstuffs образует дуополию на рынке продуктов питания.
Группе Foodstuffs принадлежат розничные сети 4 Square, New World, Pak’nSave; собственные торговые марки Pams, Budget, Bell Tea & Coffee Company. Группе Foodstuffs принадлежит также 10 % акций The Warehouse.

## История
Первый кооператив Foodstuffs был образован в Окленде в 1922 году. 6 июля 1922 года основатель Foodstuffs, Дж. Хитон Баркер (англ. J Heaton Barker), собрал членов ассоциации Auckland Master Grocers для обсуждения планов об образовании потребительского кооператива. В 1925 году общественности был представлен бренд Four Square, объединивший магазины компаний — членов кооператива. Аналогичные кооперативы появлялись и в других городах Новой Зеландии. Так, в том же 1922 году появился кооператив в Веллингтоне, в 1928 году — в Крайстчерче, и в 1948 году — в Данидине. Поначалу эти кооперативы имели различные названия, но в 1935 году они объединились с группой компаний Foodstuffs.
На протяжении всего времени существования группы компаний Foodstuffs происходили различные слияния и объединения региональных кооперативов, и по состоянию на июль 2013 года Foodstuffs представляла собой три партнёрских кооператива: Foodstuffs (Auckland) Ltd, Foodstuffs (Wellington) Co-operative Society. Ltd и Foodstuffs South Island Ltd, располагающиеся в Окленде, Веллингтоне и на Южном острове Новой Зеландии соответственно. Каждый кооператив действует независимо от остальных. В каждом из них есть свой совет директоров, структура управления и исполнительные органы. В этих кооперативах нет акционеров или физических лиц — членов кооператива в обычном их понимании. Организация развивалась и постепенно становилась владельцем всё большего количества супермаркетов. В 1963 году они были объединены в сеть супермаркетов New World. Развитие сети супермаркетов Pak’nSave началось позднее, первый супермаркет этой сети был открыт в Каитаиа в 1985 году.
7 февраля 2013 года Foodstuffs (Auckland) Ltd и Foodstuffs (Wellington) Co-operative Society Ltd объявили о намерении слияния с образованием компании Foodstuffs North Island Ltd.

## Франшизы

### Four Square

Логотип Four Square

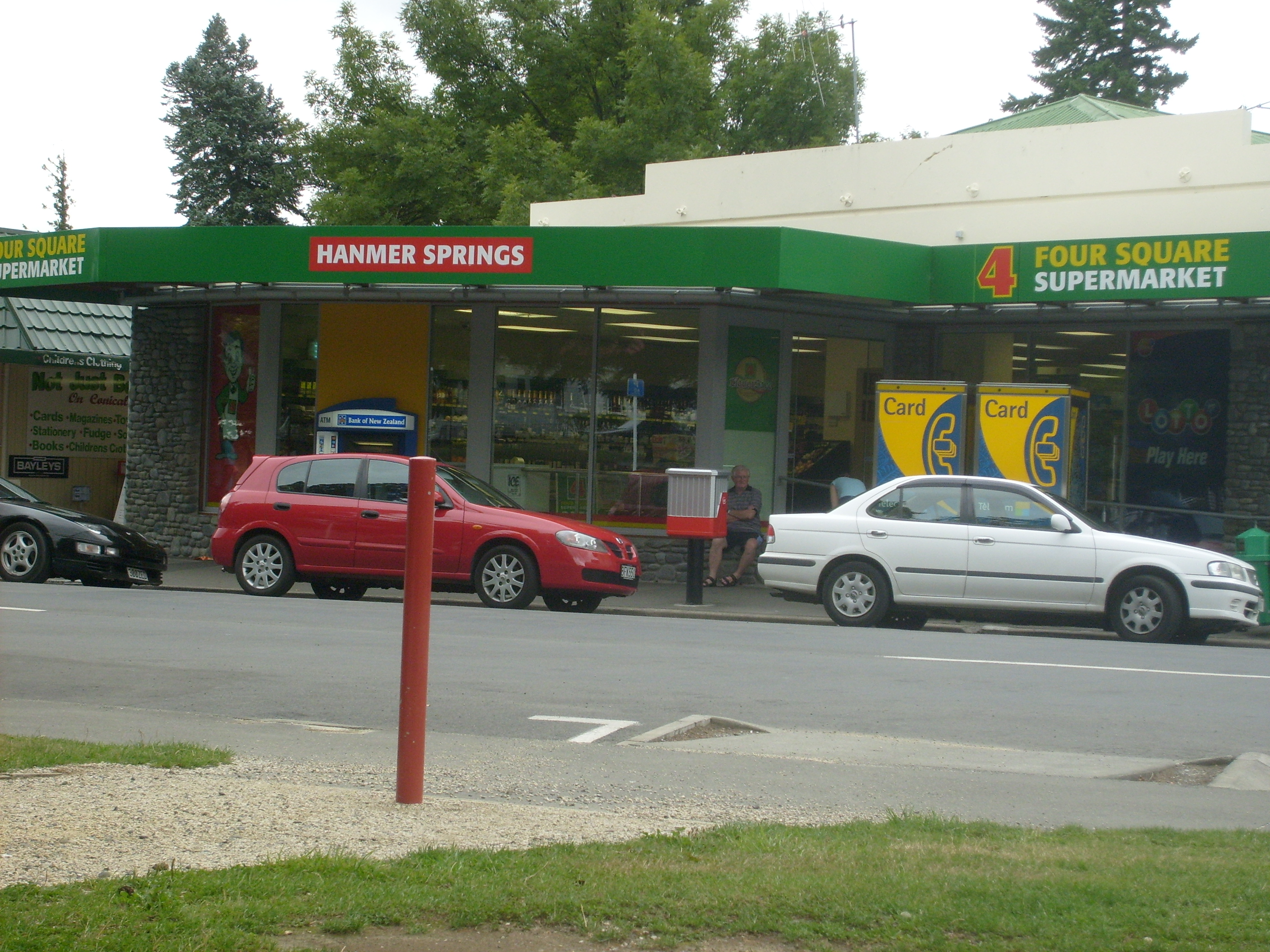
Супермаркет Four Square в Ханмер-Спрингс

Four Square (рус. «Четыре квадрата», а также как «Непоколебимый, устойчивый, твёрдый, решительный») — сеть небольших продуктовых супермаркетов, действующая по обе стороны Тасманова моря. Она появилась на рынке Новой Зеландии в 1920-х годах как первая сеть магазинов, принадлежащая группе компаний Foodstuffs. В то время основатель Foodstuffs, Дж. Хитон Баркер (англ. J Heaton Barker), был обеспокоен развитием розничных сетей на рынке продуктов питания. Он считал, что это затрудняло деятельность независимых продавцов продуктов питания в Окленде. 6 июля 1922 года, Хитон Баркер собрал членов ассоциации Auckland Master Grocers для обсуждения планов по формированию потребительского кооператива группой независимых компаний.
Наименование «Four Square» появилось 4 июля 1924 года, во время телефонного разговора между Баркером и одним из членов образовавшегося кооператива. Тогда мистер Баркер нарисовал квадрат вокруг цифры «4» в своём календаре и сказал, что придумал подходящее название для кооператива. Он процитировал немного изменённую строчку из «Оды на смерть герцога Веллингтона» Альфреда Теннисона и использовал игру слов (англ. four-square — непоколебимый, твёрдый, решительный): 

они будут непоколебимы, какие бы ветра не дулиОригинальный текст (англ.)they would stand ’Four Square’ to all the winds that blew— 
Бренд Four Square появился на рынке Новой Зеландии к концу 1924 года. Первые вывески Four Square представляли собой стеклянные панели, на которых вручную красным и золотистым цветом наносился логотип.
1 апреля 1925 года на базе образовавшегося кооператива была зарегистрирована компания, Foodstuffs Ltd (позже Foodstuffs (Auckland) Ltd). Этот кооператив стал первым из трёх региональных кооперативов Окленда, Веллингтона и Крайстчерча, образующих ныне группу компаний Foodstuffs.
В 1929 году велись дискуссии о том, чтобы объединить все магазины кооператива под общим брендом.
В феврале 1948 года в Онехунга появился первый продуктовый универсам в Новой Зеландии. Его открыли Фил Баркер (англ. Phil Barker, сын основателя группы компаний Foodstuffs) и Рэй МакГрегор (англ. Ray McGregor). Магазины аналогичного типа вскоре стали обычными на продуктовом рынке Новой Зеландии.
В 1950-х годах рекламный отдел Foodstuffs разработал концепт «Мистера 4 Square» — стилизованного изображения молодого человека в переднике с логотипом розничной сети Fpur Square. Это изображение поначалу появлялось только в печатной рекламе, но постепенно образ «Мистера 4 Square» стал талисманом сети Four Square. «Мистер 4 Square» появился во всех магазинах сети и стал одним из самых узнаваемых символов Новой Зеландии. Это изображение часто ассоциируется с работами новозеландского художника, Дика Фриззеля, использовавшего образ культового персонажа во многих своих работах.
По состоянию на начало августа 2013 года в сети Four Square действовало 276 супермаркетов.

### New World

Логотип New World

New World (рус. «Новый мир») — сеть комплексных супермаркетов, основанная в 1963 году. Эти магазины, принадлежащие Foodstuffs, стали для компании первыми комплексными супермаркетами американского типа. Компания Foodtown первой открыла подобные супермаркеты в Новой Зеландии. Сеть New World компании Foodstuffs стала второй. По состоянию на конец июля 2013 года в сети New World действовало 137 супермаркетов, расположенных на всей территории Новой Зеландии. Магазины сети обычно занимают меньшую площадь (2500—3000 м²) и считаются более престижными, чем их конкуренты. Цены в магазинах сети также зачастую выше чем у конкурентов, ввиду наличия в них элитной продукции и продуктов высшего качества. В магазинах сети занято большое количество сотрудников (200—300 в некоторых больших магазинах). В небольших населённых пунктах супермаркеты New World часто проигрывают в конкуренции. Сеть New World является участником программы Fly Buys с момента её запуска в сентябре 1996 года; доля компании Foodstuffs в этой программе составляет около 25 %.
New World традиционно выпускает рекламные проспекты со скидками и специальными предложениями. На Северном острове (в верхней его части) действует еженедельная акция «Auto Coupon». Для южной части Северного острова автоматически предлагается ежемесячная акция «Coupon». Аналогичная программа лояльности, доступная по купонам, предлагается и для потребителей, проживающих на Южном острове Новой Зеландии.
В начале 2003 года сеть New World участвовала в проекте Superbank — полностью электронной банковской сети, созданной в целях экономии денежных средств потребителей. В то время как в супермаркетах сети New World проводились рекламные кампании этого проекта, никаких финансовых услуг с помощью этой сети в магазинах не оказывалось. В августе 2006 года было объявлено, что из-за больших убытков проект Superbank будет закрыт, а портфолио проекта будет продано в GE Money.

### Pak’nSave

Логотип Pak’nSave

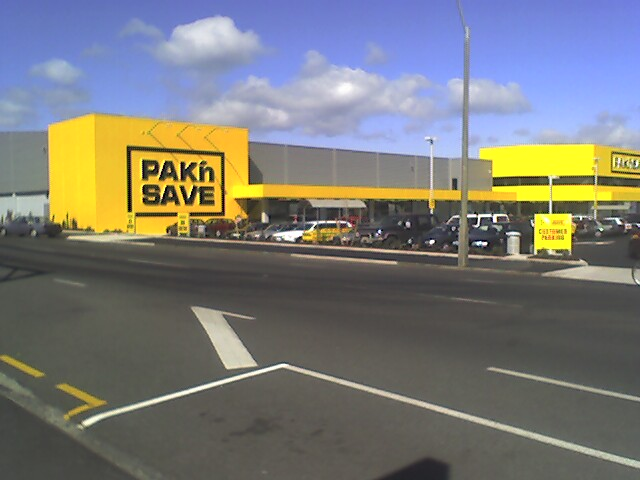
Супермаркет Pak’nSave, Нью-Плимут

Pak’nSave (рус. «Упаковывай и экономь») — сеть дисконтных супермаркетов в Новой Зеландии, принадлежащая группе компаний Foodstuffs. Основанная в 1985 году, сеть Pak’nSave появилась последней среди пяти основных сетей супермаркетов Новой Зеландии (Countdown, Foodtown, New World, Pak’nSave, Woolworths). Супермаркеты Pak’nSave чаще всего располагаются в пригородах и открыты для посетителей до 10 часов вечера. По состоянию на начало августа 2013 года в сети Pak’nSave на территории Новой Зеландии действовало 50 супермаркетов.
Сеть Pak’nSave была разработана под впечатлением от поездки руководства компании Foodstuffs в США в 1985 году. Во время визита делегация посетила супермаркеты Cub Foods, принадлежащие компании SuperValu, Pak’nSave компании Safeway Inc. и некоторые другие торговые точки. Затем компания Foodstuffs у себя в Новой Зеландии повторила формат этих супермаркетов. Таким образом, первоначальный формат супермаркетов Pak’nSave практически точь-в-точь повторял формат одноимённой торговой сети в Северной Калифорнии.
Первый супермаркет сети Pak’nSave появился в 1985 году, в Каитаиа, на Северном острове Новой Зеландии. В 1988 году был открыт первый супермаркет Pak’nSave в Инверкаргилле, на Южном острове. Самый большой супермаркет Pak’nSave, открытый в 2004 году, расположен в торговом центре Lincoln North в Окленде. Кроме того, супермаркеты Pak’nSave открывались и в пригородах Окленда: в начале августа 2006 года в новом торговом комплексе Sylvia Park в Маунт-Веллингтоне, и 5 декабря 2006 года в Хавере.
Супермаркеты торговой сети представляют собой достаточно большие здания, в которых используется минималистичный дизайн, часто без тщательной отделки интерьеров, с бетонными полами. Продукция, не помещающаяся на стеллажи, размещается под стеллажами в той таре, в которой она была доставлена. Покупателям предлагается складывать покупки в собственные сумки или коробки, а пластиковые пакеты в большинстве магазинов являются платными. Во многих магазинах работают кассы самообслуживания, где покупатели могут самостоятельно отсканировать штрихкоды всех товаров в корзине. Это уменьшает время ожидания в очередях на выходе, так как покупателям остаётся только расплатиться. Покупателям доступна и обычная касса со сканером штрихкодов.
Кооперативный дистрибьютор Foodstuffs ежедневно осуществляет товарное снабжение супермаркетов. Супермаркеты Pak’nSave обычно закупают товары оптом, поэтому в них может быть представлен не такой широкий выбор продукции, как в комплексных супермаркетах. В 2009 году этот факт был отмечен журналом Consumer в отношении кормов для животных и разновидностей туалетной бумаги.
Pak’nSave является одним из самых дешёвых супермаркетов в Новой Зеландии. В 2009 году журнал Consumer в своём исследовании поставил Pak’nSave на первое место в списке супермаркетов Окленда. Потребительская корзина из 40 товаров в Pak’nSave стоила 115 долларов, на 17 долларов дешевле, чем в супермаркетах New World и на 21 доллар дешевле, чем в Countdown. Однако, Pak’nSave проигрывал свои конкурентам, когда речь шла об общем уровне цен на продукты частных торговых марок. В 2008 году журнал Consumer исследовал стоимость товаров частных торговых марок в супермаркетах и поставил Pak’nSave на четвёртое место со стоимостью корзины из 15 продуктов в $40,11, что превышало стоимость аналогичного набора товаров в супермаркетах Countdown, Woolworths и Foodtown на $1,54 — $2,78. Это во многом объяснялось тем, что разнообразия частных торговых марок Foodstuffs не хватало во многих категориях товаров, что приводило к использованию в исследовании более дорогих торговых марок, в результате чего цены на многие товары оказались выше цен на продукты торговых марок Progressive Enterprises. Основным конкурентом сети Pak’nSave является сеть супермаркетов Countdown компании Progressive Enterprises.
Сеть Pak’nSave предлагает скидки на топливо для покупателей, потративших определённую сумму во время покупок. В сети Pak’nSave предлагаются ваучеры для использования на автозаправочных станциях, расположенных на территории супермаркетов. В отличие от других супермаркетов Новой Зеландии, эти ваучеры действуют только на конкретных автозаправочных станциях, прикреплённых к определённому магазину Pak’nSave. В других супермаркетах подобные ваучеры действуют на любой автозаправочной станции, участвующей в дисконтной программе. В тех магазинах Pak’nSave, где нет автозаправки на территории торгового комплекса, могут быть предложены ваучеры для использования на ближайших заправочных станциях.

### On the Spot
On the Spot (рус. «На месте») — сеть небольших продуктовых магазинов на Южном острове Новой Зеландии.

## Алкогольная продукция
| Подразделение Foodstuffs                        | Населённые пункты, где расположены магазины |
| ----------------------------------------------- | --- |
| Liquorland Northland                            | Каикохе, Камо, Кенсингтон (Новая Зеландия), Керикери, Отаика, Тикипунга, Уаипапа |
| Liquorland Auckland                             | Олбани, Бичлендс, Ботани-Даунс, Форрест-Хилл, Хоуик, Мангере-Бридж, Манукау, Маунт-Эден, Ньюмаркет, Норскросс, Орева, Папакура, Парнелл, Пойнт-Шевалье, Пукекохе, Снеллс-Бич, Саутгейт — Таканини, Уаихеке |
| Liquorland Waikato                              | Кеймбридж, Динсдейл, Истсайд, Морринсвилл, Таумарунуи, Те-Авамуту, Те-Куити |
| Liquorland Coromandel                           | Темс, Уитианга |
| Liquorland Bay of Plenty                        | Маунт-Маунгануи, Таупо, Тауранга, Роторуа |
| Liquorland Gisborne                             | Гисборн |
| Liquorland Hawkes Bay                           | Ахурири, Онекава, Уаипукурау |
| Liquorland Taranaki / Manawatu                  | Фитцрой, Палмерстон-Норт, Таихапе, Уонгануи |
| Liquorland Wellington / Wairarapa               | Айленд-Бей, Мирамар, Порируа, Римутака, Ватерлоо |
| Liquorland Canterbury / Christchurch            | Бекенхем, Бленем-Роуд, Рангиора, Риккартон, Ширли, Тинуолд |
| Liquorland Nelson / Marlborough                 | Бленем, Голден-Бей, Мотуека, Нельсон |
| Liquorland West Coast                           | Греймут, Вестпорт |
| Liquorland Otago                                | Данидин, Клута, Милтон, Мосгил, Оамару |
| Liquorland Southland                            | Инверкаргилл, Гор |
| Henry’s Beer, Wine & Spirits, Westcoast         | Греймут |
| Henry’s Beer, Wine & Spirits, Canterbury        | Крайстчерч, Бишопдейл, Ферримид, Хорнби, Роллстон, Ширли, Вулстон, Каикоура, Рангиора, Тимару, Ялдхерст |
| Henry’s Beer, Wine & Spirits, Otago & Southland | Данидин, Александра, Куинстаун |

## Оптовая торговля
| Подразделение Foodstuffs                       | Населённые пункты, где расположены магазины                                                                     |
| ---------------------------------------------- | --- |
| Gilmours (подразделение Foodstuffs Auckland)   | Фангареи, Хендерсон, Маунт-Роскилл, Норт-Шор, Панмуре, Гамильтон, Тауранга, Роторуа и онлайн на Gilmours.co.nz. |
| Toops (подразделение Foodstuffs Wellington)    | Нейпир, Нью-Плимут, Палмерстон-Норт, Нгауранга.                                                                 |
| Trents (подразделение Foodstuffs South Island) | Нельсон, Бленем, Греймут, Крайстчерч, Тимару, Данидин, Инверкаргилл.                                            |